# Mourad Sennoun
Pour les articles homonymes, voir Sennoun.
Mourad Sennoun, né le 29 janvier 1962, est un joueur de volley-ball algérien. Membre de l'équipe d'Algérie de volley-ball, il a participé avec cette sélection aux Jeux olympiques de 1992 à Barcelone,. Après sa carrière de joueur, il connait une carrière d'entraîneur dans différents clubs et la sélection algérienne,

## Clubs
| Club            | Pays    | De | À |
| --------------- | ------- | -- | - |
| NA Hussein Dey  | Algérie |    |   |
| MC Alger        | Algérie |    |   |
| Narbonne Volley | France  |    |   |

| Club                           | Pays                | De        | À         |
| ------------------------------ | ------------------- | --------- | --------- |
| MC Alger                       | Algérie             |           |           |
| USM Blida                      | Algérie             |           |           |
| Club sportif sfaxien           | Tunisie             | 2003-2004 | 2003-2004 |
| Al Ahli Djeddah                | Arabie saoudite     | 2004-2005 | 2004-2005 |
| Al-Nasr Dubai                  | Émirats arabes unis | 2005-2006 | 2010-2011 |
| Al-Aïn Club                    | Émirats arabes unis | 2011-2012 | 2011-2012 |
| Équipe d'Algérie               | Algérie             | 2012-2013 | 2013-2014 |
| Équipe des Émirats arabes unis | Émirats arabes unis | 2014-2015 | 2020-2021 |
| Équipe d'Algérie               | Algérie             | 2021-2022 | 2021-2022 |
| Baniyas club Abu Dhabi         | Émirats arabes unis | 2022-2024 |           |

## Palmarès

### Joueur
Mouloudia Club d'Alger
- Vainqueur de la Coupe d'Afrique des clubs champions :1988

### Enéquipe d'Algérie
- Jeux olympiques :
  - 1992 : 12e
- Championnats du monde :
  - 1994 : 13e
  - 1998 : 22e
- Championnat d'Afrique :
  - 1991:   Vainqueur
  - 1993 :   Vainqueur
- Jeux africains :
  - 1991:   Vainqueur

## Entraîneur

### En club
Qatar Sports Club
- Vainqueur du Championnat du Qatar : 2001

 USM Blida
- Vainqueur de la Coupe d'Afrique des clubs vainqueurs de coupe : 2002

 Al Ahli Djeddah
- Vainqueur de la Coupe Fédération du Arabie saoudite :2005
- Vainqueur de la Coupe élite du Arabie saoudite :2005

 Club sportif sfaxien
- Vainqueur du Championnat de Tunisie : 2004, 2005
- Vainqueur de la  Coupe de Tunisie 2005
- Vainqueur de la Supercoupe de Tunisie 2005

- Vainqueur du Championnat d'Afrique des clubs champions 2005

 Al-Nasr Dubai
- Vainqueur du Championnat des Émirats arabes unis : 2006, 2007, 2009
- Vainqueur de la Coupe des Émirats arabes unis : 2006, 2008
- Vainqueur de la Coupe Fédération du  Émirats arabes unis : 2006, 2007
- Vainqueur de la Super coupe des Émirats arabes unis : 2008
- Médaille d'argent de la Coupe du Golfe des clubs champions : 2008
- Médaille de bronze de la Coupe arabe des clubs champions : 2007
- Quatrième de la Coupe d'Asie des clubs champions de volley-ball : 2008, 2009

 Al-Aïn Club
- Vainqueur du Championnat des Émirats arabes unis : 2012

 Baniyas Club
- Vainqueur du Championnat des Émirats arabes unis : 2023
- Vainqueur de la Coupe des Émirats arabes unis : 2023
- Vainqueur de la Super coupe des Émirats arabes unis : 2023

### EnÉquipe d'Algérie
- 6e aux Jeux méditerranéens : 2013

### EnÉquipe des Émirats arabes unis
- 11e du Championnat du monde des moins de 23 ans : 2015
- 4e du championnat arabe : 2016